# Punitaqui
Punitaqui – gmina  w prowincji Limarí w północnym Chile. Populacja miasta wynosi 9539 osób.